# Macrostomum fergussoni
Macrostomum fergussoni is een platworm (Platyhelminthes). De worm is tweeslachtig. De soort leeft in of nabij zoet water.
Het geslacht Macrostomum, waarin de platworm wordt geplaatst, wordt tot de familie Macrostomidae gerekend. De wetenschappelijke naam van de soort werd voor het eerst geldig gepubliceerd in 1951 door Beklemischev.